# Saint-Marcel (Aostatal)
Saint-Marcel ist eine italienische Gemeinde in der autonomen Region Aostatal.
Saint-Marcel hat 1331 Einwohner (Stand 31. Dezember 2023) und liegt in einer Höhe von 625 m ü. M. an der rechten Seite der Dora Baltea. Das Gebiet der Gemeinde lehnt sich an den Hängen des Monte Emilius bis hinauf auf 3375 m Höhe.
Saint-Marcel besteht aus den Ortsteilen (ital. Frazioni, frz. Hameaux) Basses-Druges, Champremier, Crêtes, Druges, Enchésaz, Fontaney, Grand-Chaux, Grandjit, Layché, Mézein, Morges, Mulac, Plout, Pouriaz, Réan, Ronc, Sazaillan, Seissogne, Viplanaz, Prélaz (chef-lieu), Prarayer, Clapey, Sinsein, Troil, Moulin und Grange.
Die Pfarrkirche stammt aus dem 13. Jahrhundert.
Die Nachbargemeinden sind Brissogne, Cogne, Fénis, Nus und Quart.
Saint-Marcel ist die Typlokalität (Stelle der Erstbeschreibung) des Minerals Strontiomelan.

## Sehenswürdigkeiten
- Burg Saint-Marcel